# Benedetta d'Este
Benedetta Maria Ernestina d'Este (18. srpna 1697, Modena – 17. září 1777, Modena) byla italská šlechtična a princezna z Vévodství Modeny a Reggia. Během nepřítomnosti svého bratra Františka III. v říjnu až prosinci 1737 působila jako regentka Vévodství Modeny a Reggia.

## Život
Byla prvním dítětem vévody Rinalda d'Este a vévodkyně Šarloty Brunšvicko-Lüneburské, dcery vévody z Brunšviku a Lüneburku. Jméno Benedetta dostala po své babičce z matčiny strany, Benediktě Henriettě Falcké.
Její bratranec Jakub František Stuart, tehdy jakobitský pretendent anglického, skotského a irského trůnu, v březnu 1717 navštívil Modenu. Rychle se do ní zamiloval a požádal ji o ruku. Jejich sňatek však byl Rinaldem, který si chtěl udržet dobré vztahy s Jiřím I., vnímán jako nežádoucí. Rinaldo nejprve trval na tom, že zasnoubení zůstane v tajnosti, a poté s ním v září 1717 definitivně odmítl souhlasit.
Po smrti jejího otce v říjnu 1737 jej ve funkci vévody z Modeny vystřídal její bratr František. Protože její bratr se nenacházel v Modeně kvůli bojům v rusko-turecké válce, Benedetta a její mladší sestra Amalia převzaly regentství vévodství až do návratu jejich bratra v prosinci.
Benedetta se nikdy nevdala a neměla žádné děti. Zemřela 16. září 1777 v Modeně ve věku 80 let.